# Christine Blasey Ford
Christine Margaret Blasey Ford, född 1966, är en amerikansk professor i psykologi vid Palo Alto University. Hon är verksam som forskningspsykolog vid Stanford University School of Medicine.
I samband med att Brett Kavanaugh nominerades till USA:s högsta domstol i september 2018, anklagade Ford honom för att ha antastat henne sexuellt och försökt våldta henne i ett låst rum på en gymnasiefest 1982. Vid tidpunkten för händelsen var Ford 15 år och Kavanaugh 17 år. Anklagelsen uppmärksammades stort och Ford fick lämna sitt vittnesmål i senaten. Kavanaugh nekade till anklagelserna och blev senare vald till domare i högsta domstolen. Sedan hon kom fram med anklagelser om sexuella övergrepp mot Kavanugh, har Ford inte kunnat återuppta sin undervisning vid Palo Alto University.
Christine Blasey Ford utsågs till en av världens 100 mest inflytelserika personer av Time Magazine 2019.
Ford är faster till skådespelerskan och sångerskan Bridgit Mendler.